# Albert Thooris
Albert Lievin Thooris (Brugge, 4 augustus 1860 - 18 juni 1942) was een Belgisch volksvertegenwoordiger.

## Levensloop

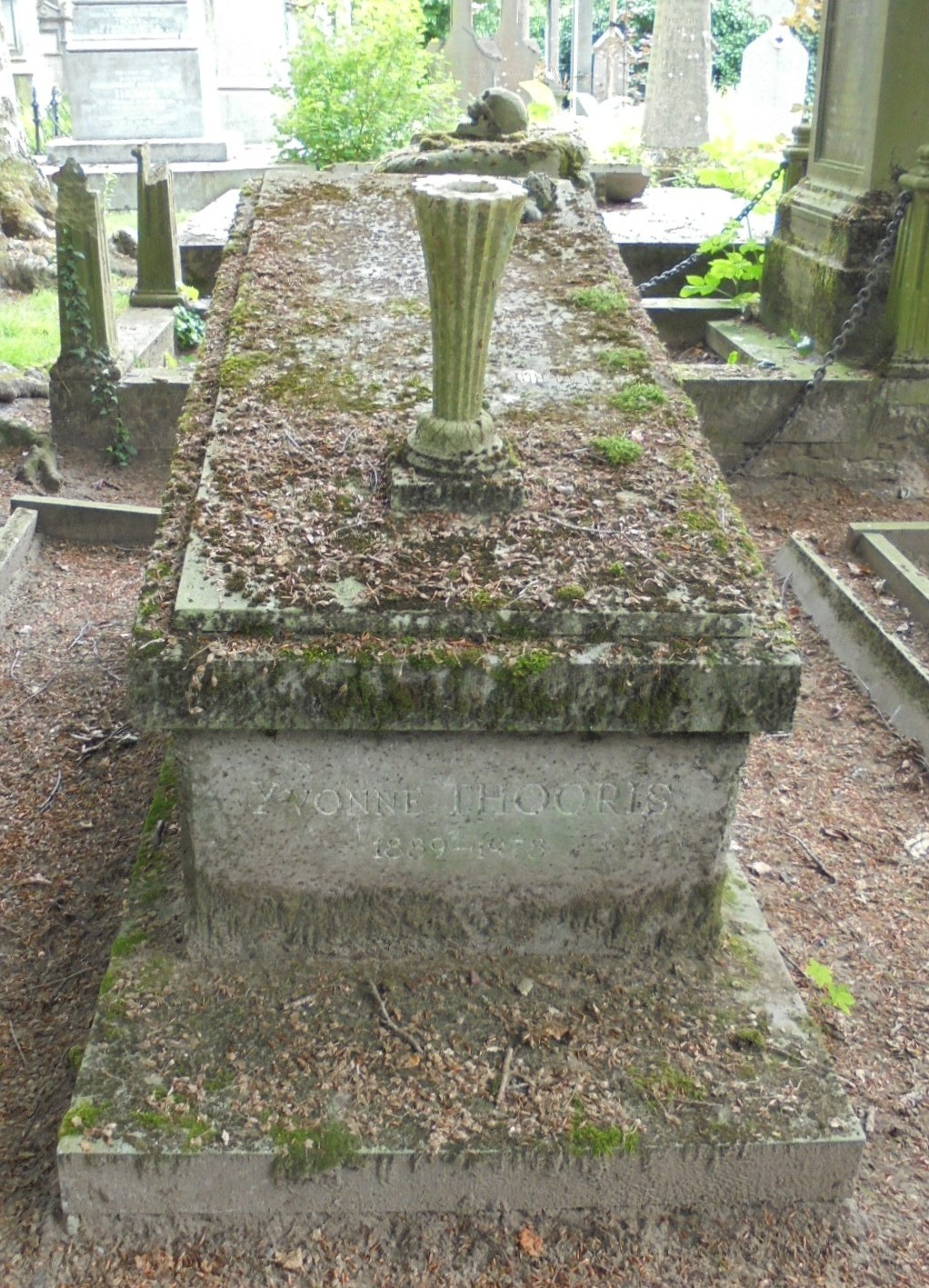
Graf van Albert Thooris en zijn dochter Yvonne op de Centrale Begraafplaats van Brugge (Steenbrugge), vak 7. Beschrijving volgens De centrale begraafplaats te Assebroek-Brugge, 1993: "Eenvoudige tombe met schuinliggende marmeren gedenkplaat waarop een roos en een neoclassicistische vaas."

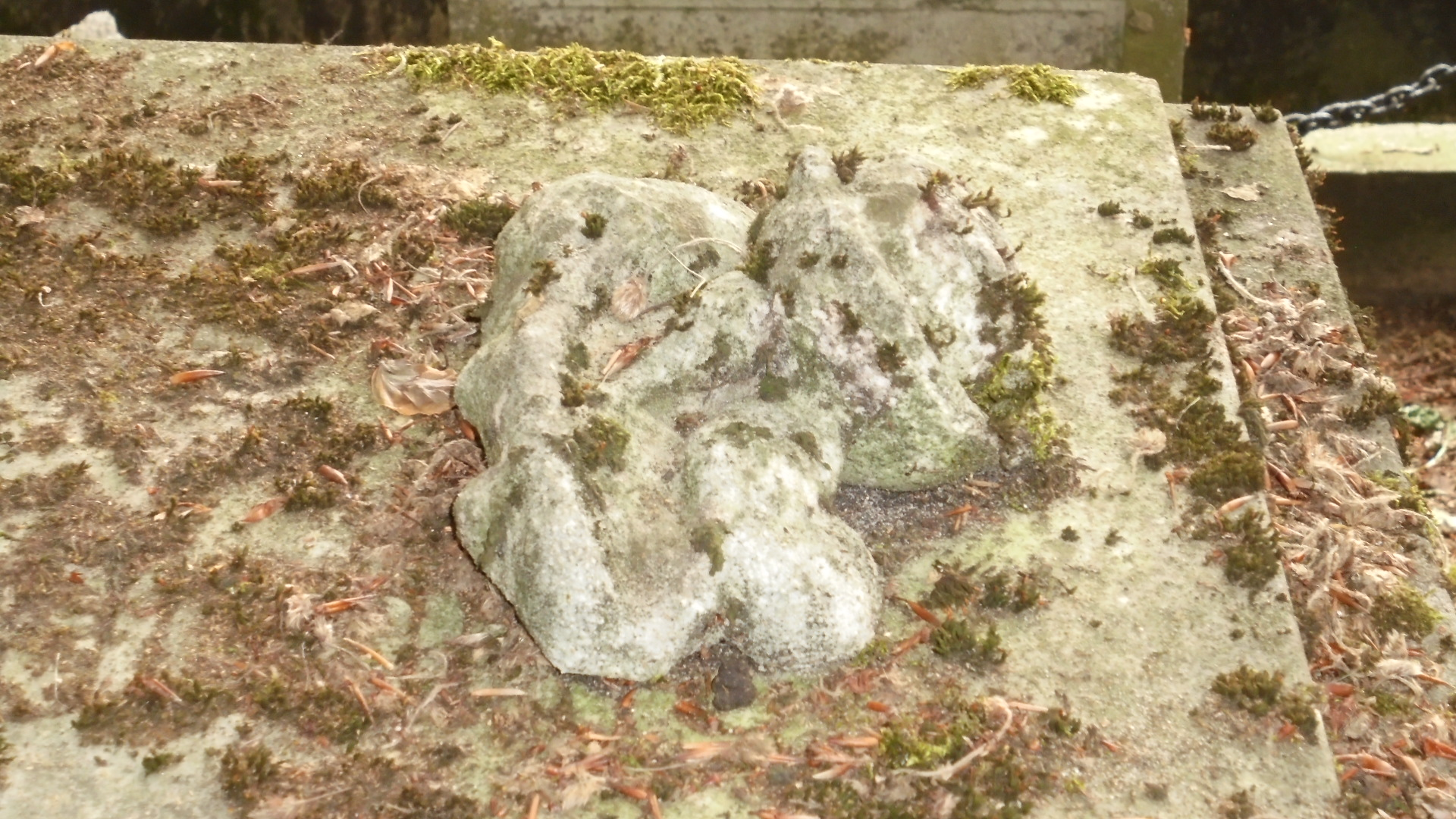
Graf van Albert Thooris en zijn dochter Yvonne. Detail: roos.

Albert Thooris was een zoon van de Brugse stadssecretaris Louis Thooris (1828-1913). 
Hij studeerde aan het Atheneum van Brugge en vervolgens aan de Rijksuniversiteit Gent, waar hij in 1883 promoveerde tot doctor in de rechten. Tijdens zijn studententijd werd hij voorzitter van de vrijzinnige en Vlaamsgezinde studentenvereniging 't Zal wel gaan. Hij publiceerde verschillende literaire bijdragen in de jaarboeken van de vereniging, onder het pseudoniem Willem Herman. Onder de initialen A.T. publiceerde hij er ook het gedicht Excelsior, een vertaling van het gelijknamige gedicht van de Amerikaanse dichter Henry Wadsworth Longfellow.
In 1883 vestigde hij zich als advocaat in Brugge (met Alphonse Meynne als zijn stagemeester) en bleef dit tot aan zijn dood. Van 1909 tot 1911 was hij stafhouder. Hij trouwde met Marie-Félicité Raick (1866-1927). Ze hadden een dochter Marie die trouwde met de liberale volksvertegenwoordiger Jules Boedt. Een andere dochter, Yvonne, bleef ongehuwd en was actief in de Esperanto-beweging.
Thooris engageerde zich in de Liberale Partij. Hij werd bestuurslid van het Brugse Willemsfonds, waar hij van 1884 tot 1886 en van 1888 tot 1891 de secretaris, van 1886 tot 1888 schathouder en van 1891 tot 1893 voorzitter was. Bovendien werd hij actief in de plaatselijke Liberale Associatie, waar hij achtereenvolgens van 1891 tot 1907 secretaris, van 1907 tot 1911 ondervoorzitter en van 1911 tot 1912 voorzitter was. Ook was hij bestuurslid van het Vlaamsgezinde Brugse blad Réveil des Flandres, dat in 1909 opging in de Journal de Bruges.
In 1907 werd hij lid van de Kamer van volksvertegenwoordigers voor het arrondissement Brugge en vervulde dit mandaat tot in 1912. Bij de verkiezingen van dit jaar, voerde hij de lijst aan, die ditmaal geen uitsluitend liberale lijst was, maar een kartellijst, met de christendemocraten van Florimond Fonteyne en de socialisten van Camiel Mostaert. De tweestrijd binnen de liberale partij waarbij velen voor de derde kandidaat op de lijst stemden (de liberaal Dumon) en de populariteit van Fonteyne, maakten dat deze boven het hoofd van de lijsttrekker sprong en verkozen werd. Thooris verliet hierop de politiek. In de Kamer stelde hij zich op als een gematigde liberale flamingant die geen standpunten innam rond de vernederlandsing van de Rijksuniversiteit Gent en eentaligheid in Vlaanderen.
Hij bleef verder publiceren in Journal de Bruges en in Brugsche Beiaard. Hij was ook aandeelhouder van de S.A. Brugeoise d'imprimerie et de publicité, de eigenaar van de Journal de Bruges.
Tijdens de Eerste Wereldoorlog speelde hij een rol in het Nationaal Hulpcomité. Na de oorlog was hij voorzitter in de rechtbank voor oorlogsschade. 
Thooris was lid van de Brugse vrijmetselaarsloge La Flandre en was er achtbare meester in 1907, 1919-1921 en 1930-1931.